# جزيرة قميرة
جزيرة قميرة أو جزيرة باديس (بالإسبانية: Peñón de Vélez de la Gomera)‏ جزيرة إسبانية تقع على ساحل البحر الأبيض المتوسط لشمال المغرب. كانت مرفأ تجارياً مهماً لمدينة فاس خلال فترة الحكم الموحدي، تابعة لإسبانيا منذ عام 1564 م وهي الآن قاعدة عسكرية إسبانية تتم إدارتها من قبل مدينة مليلية.

## الجغرافيا
تقع جزيرة قميرة 119 كيلومتراً جنوب شرقي سبتة. وكانت جزيرة طبيعية في بحر البوران حتى عام 1934 عندما ضربتها عاصفة رعدية قوية جرفت معها كميات كبيرة من الرمال من القناة القصيرة بين الجزيرة والقارة الأفريقية. ومنذ ذلك الحين تحولت إلى شبة جزيرة متصلة بساحل المغرب عبر برزخ رملي طوله 85 متر و 400 متر من الشمال الغربي والجنوب الشرقي ويصل عرضه إلى 100 متر ويغطي مساحة تبلغ 19000 متر مربع أو 1,9 هكتار، وهو بذلك يُعد أقصر الحدود في العالم.

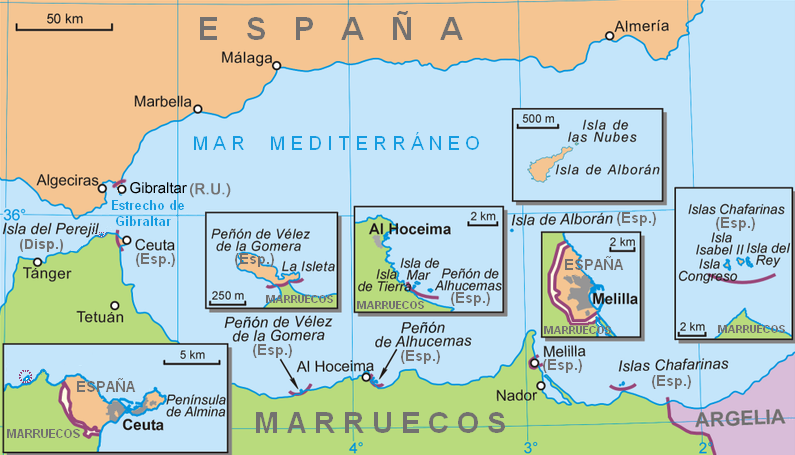
مناطق إسبانية شمال أفريقيا

## تاريخها
أبرمت كلٌّ من البرتغال وإسبانيا اتفاقاً عام 1496 لتحديد مناطق تأثيرهما على ساحل شمال أفريقيا. وبحسب الاتفاق كان مسموحاً لإسبانيا بضم الأراضي شرق القميرة فقط، لكن هذا التقييد على إسبانيا انتهى بعد معركة وادي المخازن (القصر الكبير) عام 1578 عندما ضعفت البرتغال وسنحت الفرصة أمام إسبانيا فاحتلت مدينة العرائش.
عام 1508 أطلقت إسبانيا رحلة استكشافية بقيادة بيدرو نافارو لمكافحة القراصنة الذين كانوا ينهبون ويهاجمون باستمرار سواحل إسبانيا الجنوبية، وعندها ضمت إسبانيا جزيرة قميرة.
عام 1522 شن المغاربة هجومًا ناجحًا قضوا فيه على الحامية الإسبانية واستردوا القميرة. وفي عام 1554 أعطى الملك أبو حسون، الحاكم الجديد لمملكة فاس، القميرة للقوات العثمانية التي ساعدته في الحصول على العرش.
عام 1563 قام الإسبان بمحاولة فاشلة لضم القميرة، لكنهم نجحوا عام 1564 تحت قيادة غارسيا الفاريز دي توليدو الذي هزم الحامية العثمانية المكونة من 150 جنديا. ومنذ ذلك الحين أصبحت تحت السيطرة الإسبانية رغم الحصار المتكرر الذي تعرضت له أعوام 1680، 1701، 1755، 1781، 1790.
عام 1871 ناقش الكونغرس الإسباني التخلي عن جزيرة قميرة لأنها فقدت أهميتها العسكرية، لكن تم إسقاط المقترح في النهاية.
حاليا تخضع الجزيرة للحكم المباشر من مدريد.

## النقل
يتم الوصول إلى الجزيرة في المقام الأول عن طريق طائرات الهليكوبتر عبر مهبط الطائرات الموجود في الأقسام العليا. تقع منطقة الهبوط في الطرف الجنوبي بالقرب من المدخل الأرضي للجزيرة.

## النزاع الحدودي
ترفض المغرب الاعتراف بشرعية الحكم الإسباني على جزيرة قميرة، وعلى مدينتي سبتة ومليلية والجزر الجعفرية (بالإسبانية: Chafarinas). يطالب المغرب إسبانيا بالدخول في مفاوضات مباشرة معها لأجل استرجاعهما، كما يعتبرهما إحدى أواخر معاقل الاحتلال في إفريقيا، غير أن المنطقة لم تصنفها الأمم المتحدة ضمن المناطق المحتلة.

## معرض الصور

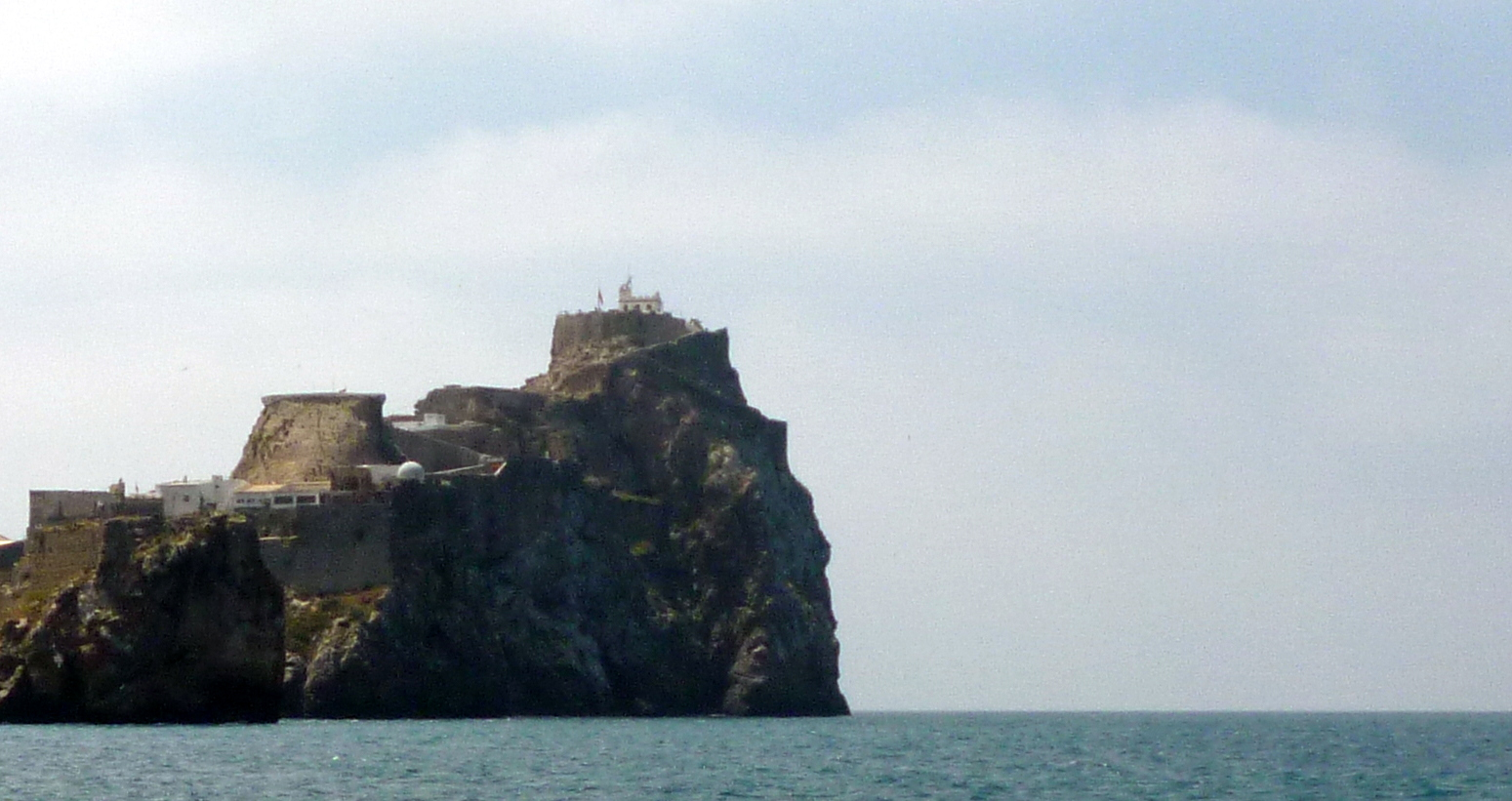
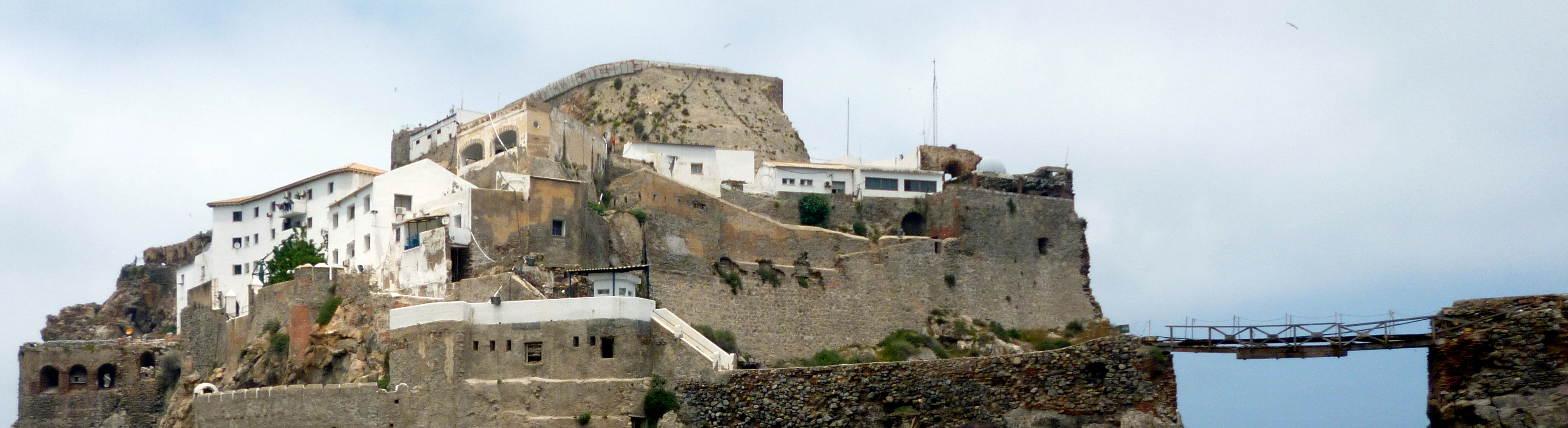
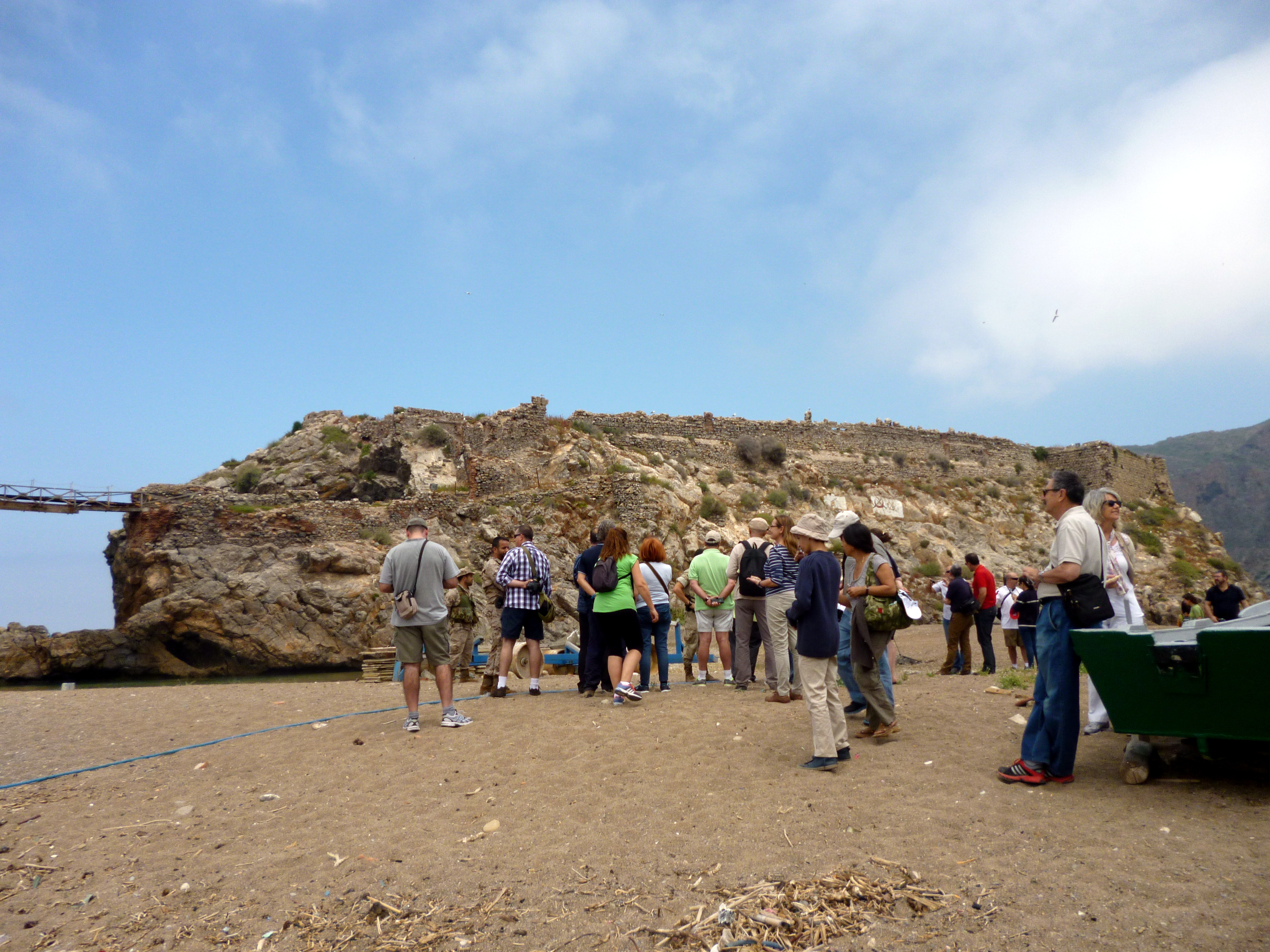
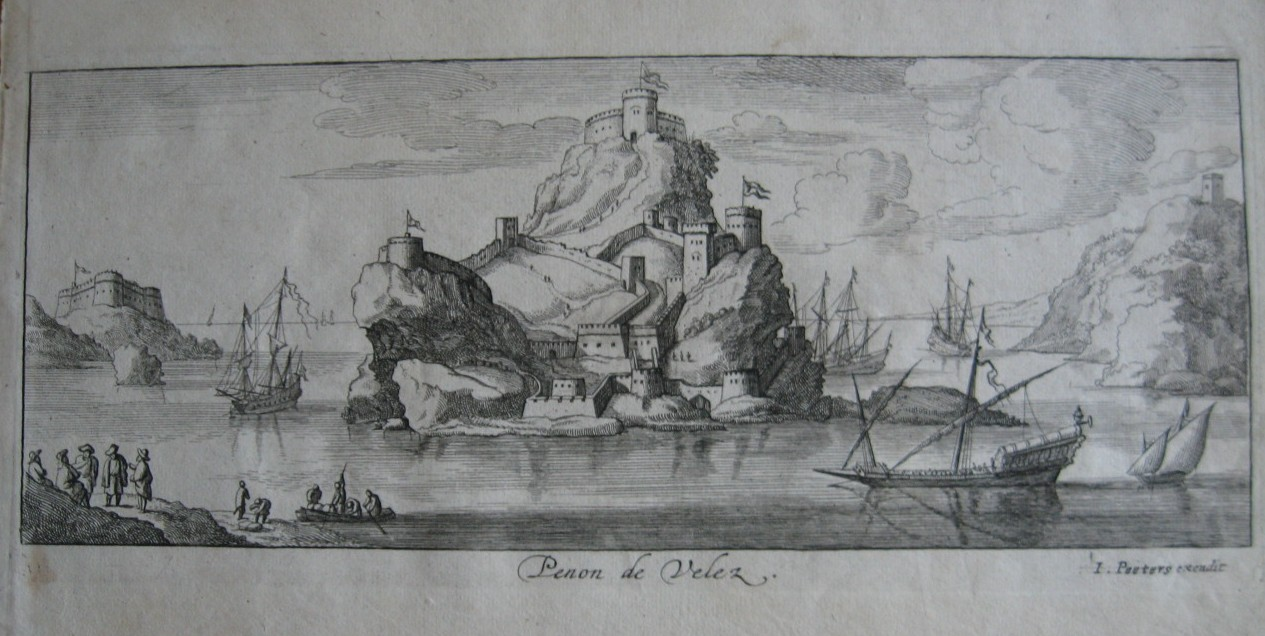
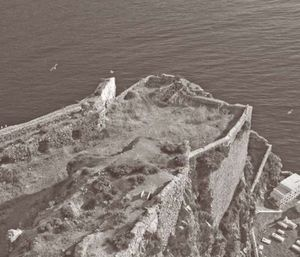
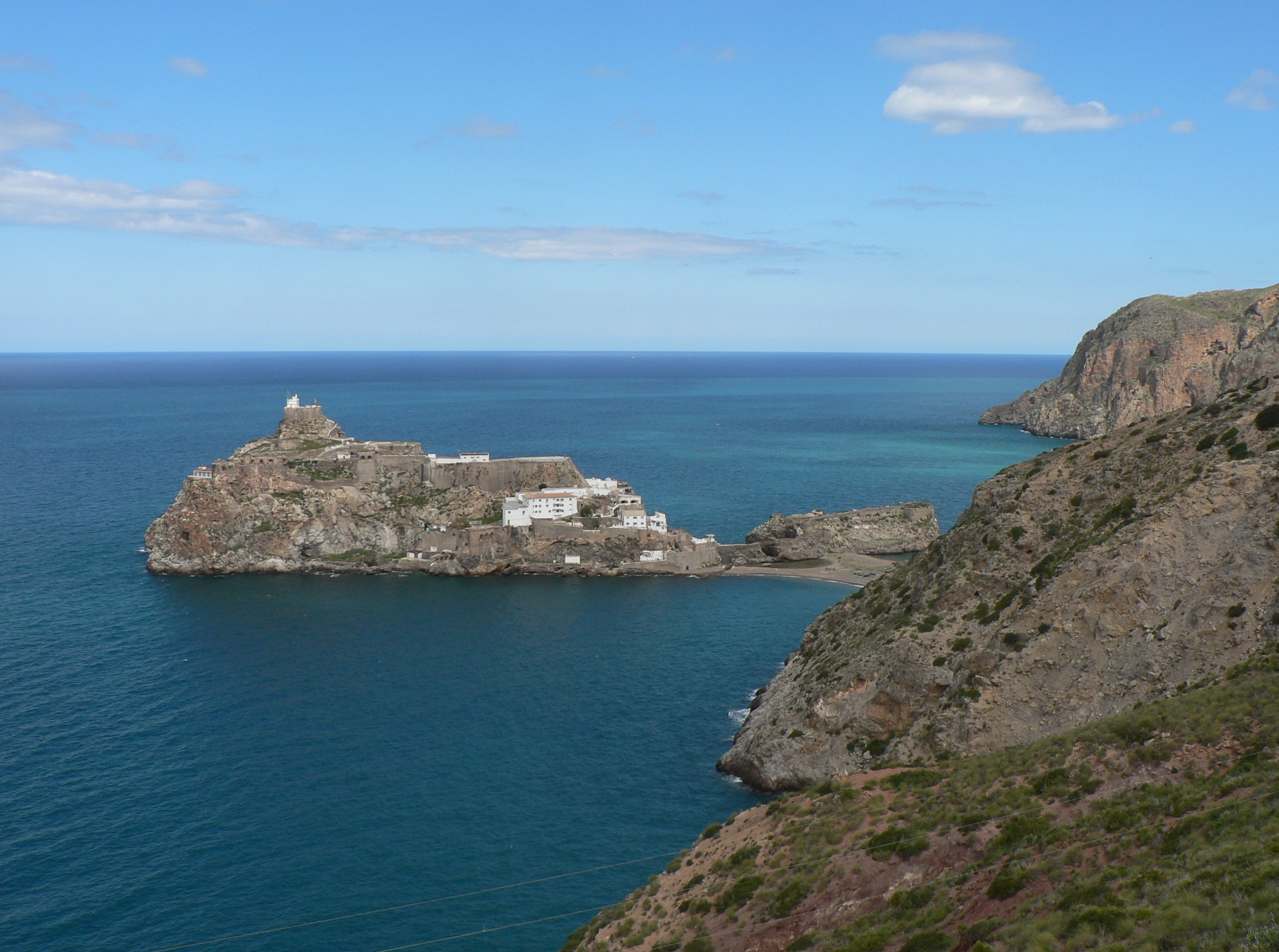
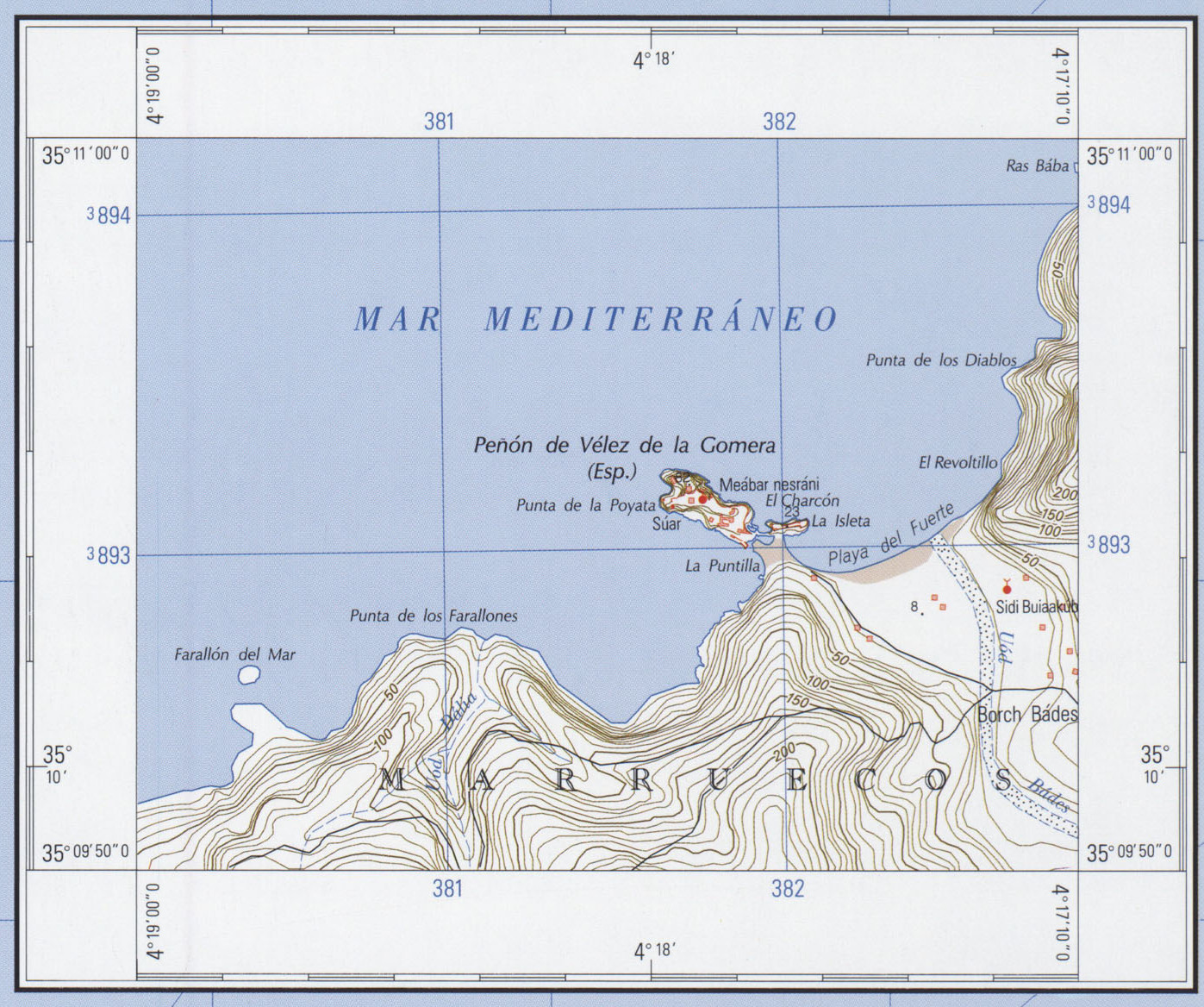
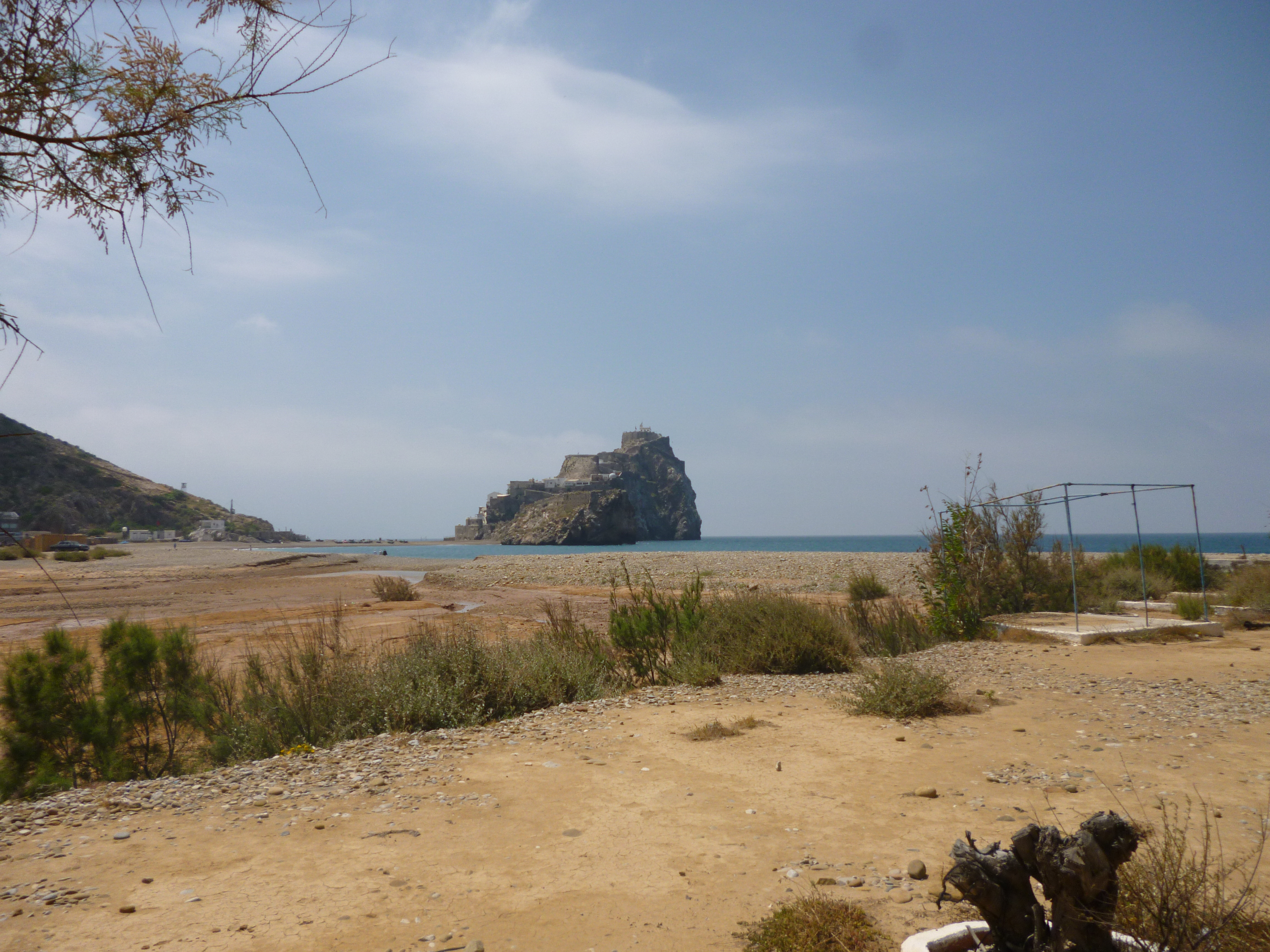
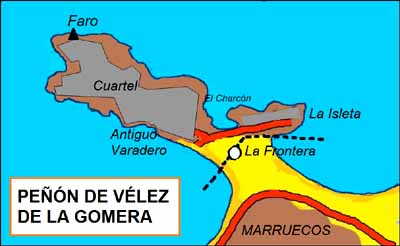

## انظر ايضا
جبال الريف